# Serie Final de la Liga de Béisbol Profesional de la República Dominicana 2018-19
La Serie Final de la Liga de Béisbol Profesional de la República Dominicana 2018-19, se disputó entre el 17 y 23 de enero del 2019, entre las Estrellas Orientales y los Toros del Este, resultando campeones las Estrellas en seis juegos.
Esta es apenas la segunda ocasión en la que estos equipos se enfrentan en una final, siendo la vez anterior en la temporada 2010-11, en la cual se coronó campeón el equipo taurino. La denominada "Serie de la Caña" se debe a que en las ciudades de San Pedro de Macorís y La Romana hay grandes plantaciones de caña de azúcar.
Las Estrellas Orientales disputaron su decimoséptima serie final y primera desde la temporada 2014-15; mientras que los Toros del Este disputaron su quinta serie final y primera desde la temporada 2010-11.

## Trayectoria hasta la Serie Final
Estos son los resultados de ambos equipos desde el comienzo de la temporada:
| Equipo               | Serie regular        | Round Robin          |
| -------------------- | -------------------- | -------------------- |
| Estrellas Orientales | 29-21 (primer lugar) | 11-7 (primer lugar)  |
| Toros del Este       | 25-25 (cuarto lugar) | 11-8 (segundo lugar) |

## Desarrollo

### Juego 1
| Equipo    | 1 | 2 | 3 | 4 | 5 | 6 | 7 | 8 | 9 | C  | H  | E |
| --------- | - | - | - | - | - | - | - | - | - | -- | -- | - |
| Toros     | 0 | 0 | 0 | 1 | 0 | 0 | 0 | 0 | 0 | 1  | 4  | 2 |
| Estrellas | 0 | 0 | 5 | 0 | 4 | 0 | 4 | 0 | X | 13 | 13 | 0 |

LG: Yunesky Maya (1-0)  LP: José de Paula (0-1)  SV: Evan MacLane (1)  
HRs:  EO – Junior Lake (1)
- Box score

### Juego 2
| Equipo    | 1 | 2 | 3 | 4 | 5 | 6 | 7 | 8 | 9 | C | H | E |
| --------- | - | - | - | - | - | - | - | - | - | - | - | - |
| Estrellas | 0 | 0 | 0 | 0 | 1 | 3 | 1 | 1 | 0 | 6 | 7 | 1 |
| Toros     | 0 | 0 | 0 | 0 | 0 | 0 | 0 | 1 | 0 | 1 | 6 | 1 |

LG: Néstor Cortés (1-0)  LP: Paolo Espino (0-1)  

- Box score

### Juego 3
| Equipo    | 1 | 2 | 3 | 4 | 5 | 6 | 7 | 8 | 9 | C  | H  | E |
| --------- | - | - | - | - | - | - | - | - | - | -- | -- | - |
| Toros     | 0 | 4 | 7 | 0 | 0 | 0 | 1 | 0 | 1 | 13 | 14 | 0 |
| Estrellas | 0 | 1 | 0 | 0 | 1 | 0 | 0 | 0 | 0 | 2  | 4  | 1 |

LG: Brandon Cumpton (1-0)  LP: Radhamés Liz (0-1)  
HRs:  TE – Juan Apodaca (1), Jorge Mateo (1)
- Box score

### Juego 4
| Equipo    | 1 | 2 | 3 | 4 | 5 | 6 | 7 | 8 | 9 | C | H | E |
| --------- | - | - | - | - | - | - | - | - | - | - | - | - |
| Estrellas | 2 | 0 | 1 | 0 | 0 | 0 | 0 | 0 | 0 | 3 | 7 | 0 |
| Toros     | 1 | 0 | 1 | 0 | 0 | 0 | 0 | 0 | 0 | 2 | 9 | 2 |

LG: Henry Sosa (1-0)  LP: Raúl Valdés (0-1)  SV: Jumbo Díaz (1)  
HRs:  EO – José Sirí (1), Fernando Tatis Jr. (1)
- Box score

### Juego 5
| Equipo    | 1 | 2 | 3 | 4 | 5 | 6 | 7 | 8 | 9 | C | H  | E |
| --------- | - | - | - | - | - | - | - | - | - | - | -- | - |
| Toros     | 0 | 0 | 0 | 0 | 0 | 0 | 0 | 0 | 0 | 0 | 2  | 1 |
| Estrellas | 0 | 0 | 3 | 0 | 0 | 0 | 0 | 0 | X | 3 | 10 | 2 |

LG: Yunesky Maya (2-0)  LP: Jenrry Mejía (0-1)  SV: Jumbo Díaz (2)  

### Juego 6
| Equipo    | 1 | 2 | 3 | 4 | 5 | 6 | 7 | 8 | 9 | C | H  | E |
| --------- | - | - | - | - | - | - | - | - | - | - | -- | - |
| Estrellas | 0 | 0 | 0 | 0 | 1 | 1 | 2 | 0 | 0 | 4 | 10 | 0 |
| Toros     | 0 | 0 | 0 | 0 | 0 | 0 | 0 | 0 | 0 | 0 | 5  | 0 |

LG: Néstor Cortés (2-0)  LP: Paolo Espino (0-2)  

### Box score completo
Serie Final de la LIDOM 2018-19 (5-1): Las Estrellas Orientales vencen a los Toros del Este.
| Equipo    | 1 | 2 | 3 | 4 | 5 | 6 | 7 | 8 | 9 | C  | H  | E |
| --------- | - | - | - | - | - | - | - | - | - | -- | -- | - |
| Estrellas | 2 | 1 | 9 | 0 | 7 | 4 | 7 | 1 | 0 | 31 | 51 | 4 |
| Toros     | 1 | 4 | 8 | 1 | 0 | 0 | 1 | 1 | 1 | 17 | 40 | 6 |

HRs:  EO – Fernando Tatis Jr. (1), José Sirí (1), Junior Lake (1) 
  TE – Jorge Mateo (1), Juan Apodaca (1)